# Marco Ciatti
Marco Ciatti (Prato, 1º luglio 1955 – Prato, 20 aprile 2024) è stato uno storico dell'arte e funzionario italiano, soprintendente dell'Opificio delle pietre dure dal 2012 al 2022.

## Biografia

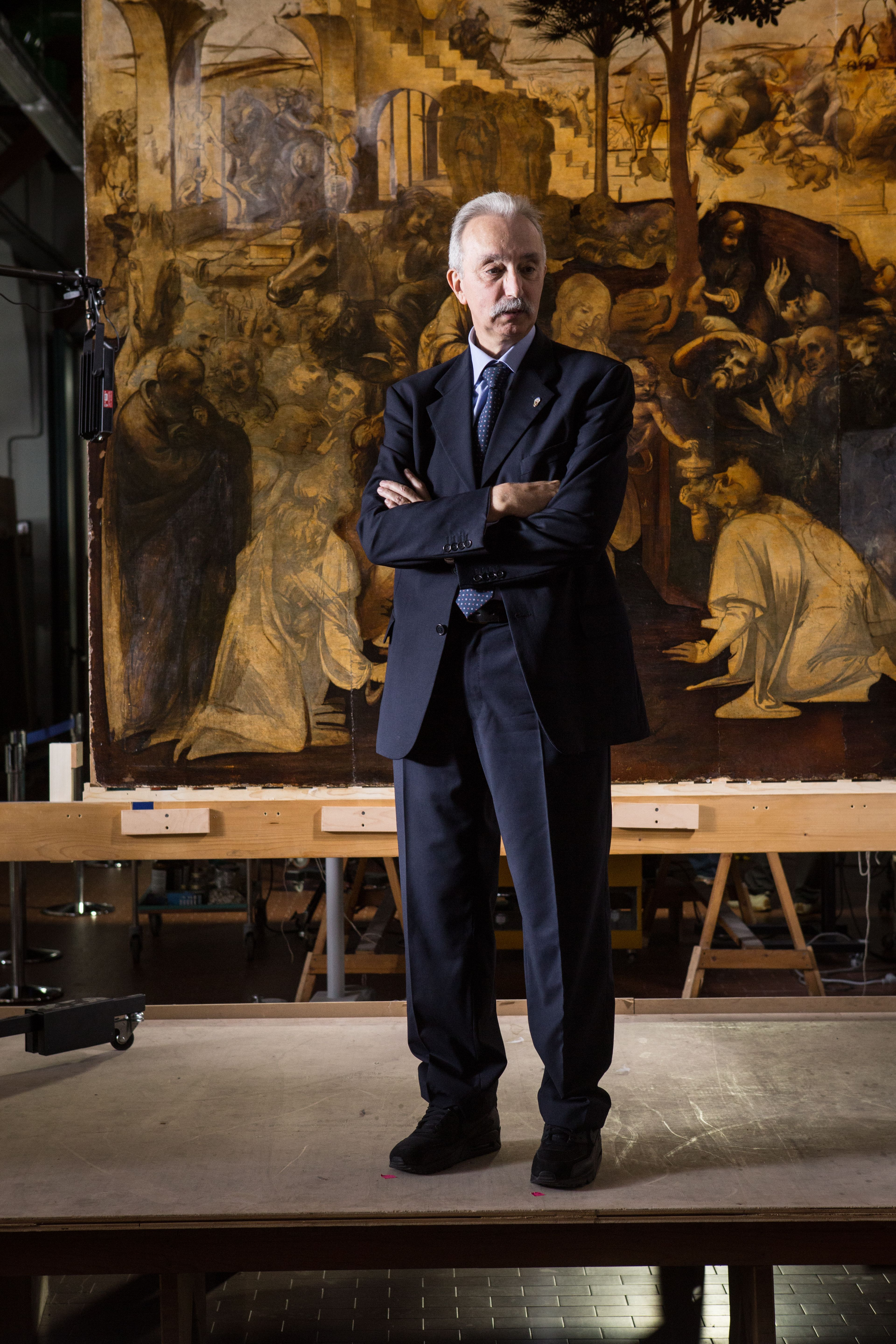
Marco Ciatti all'Opificio delle pietre dure

Marco Ciatti nacque a Prato il 1º luglio 1955.
Si laureò a Firenze in Lettere con indirizzo storico-artistico; a partire dal 1980 prestò servizio, come storico dell'arte, presso il Ministero per i Beni e le Attività Culturali.
Fu in servizio presso la Soprintendenza per i Beni Artistici e Storici di Siena dal 1981 al 1984, anno in cui entrò nell'Opificio delle pietre dure dove fu a lungo direttore del Laboratorio di restauro dei dipinti su tela e tavola nonché del Settore di restauro dei manufatti tessili.
Fu anche Vice-Direttore della Scuola di Alta Formazione e Studi annessa all'Istituto per la quale fu titolare dell'insegnamento di Storia e Teoria del restauro.
Dal 1997 fu direttore della rivista dell'Istituto OPD Restauro, pubblicata su base annuale. Promosse la collana Problemi di Conservazione e Restauro, edita dall'OPD. Dal 2004 fu coordinatore scientifico della collana Storia e teoria del restauro.
Dopo aver svolto già in passato (tra il mese di ottobre 2006 ed il mese di marzo 2008) funzione di soprintendente (ad interim), Ciatti fu, dal dicembre 2010 al mese di febbraio 2012, funzionario delegato dal Soprintendente ad interim Cristina Acidini.
Nella sua attività all'Opificio diresse il lavoro di restauro su importanti capolavori di Beato Angelico, Fra' Bartolomeo, Botticelli, Caravaggio, Coppo di Marcovaldo, Cimabue, Gentile da Fabriano, Giovanni Pisano, Giotto, Filippo Lippi, Mantegna, Raffaello, Rosso Fiorentino, Rubens, occupandosi poi delle iniziative connesse quali la pubblicazione di appositi cataloghi e l'organizzazione delle mostre collegate alle opere restaurate.
Dal 1998 al 2011 fu docente a contratto di Teoria del Restauro e di Storia delle Tecniche Artistiche presso il Corso in Conservazione dei Beni Culturali dell'Università degli Studi di Siena, con sede ad Arezzo.
Tenne corsi di Storia e Teoria del restauro e di Storia delle Tecniche Artistiche presso le Università degli Studi di Siena, Firenze, Bologna, l'Università Cattolica di Milano e il Politecnico di Milano.
Fu Accademico d'onore della Classe di pittura dell'Accademia delle Arti del Disegno di Firenze.
Fu autore di oltre 280 pubblicazioni su restauro dei dipinti, storia e teoria del restauro, tecniche artistiche, storia dell'arte, storia dei tessili antichi, storia delle arti applicate, e partecipazioni a convegni nazionali ed internazionali.
Tenne conferenze su tematiche del restauro presso numerose istituzioni culturali specializzate a livello internazionale, quali il Kunsthistorisches Institut in Florenz, il The Courtauld Institute of Art di Londra, l'Hamilton Kerr Institute dell'Università di Cambridge, la National Gallery di Londra, il Metropolitan Museum di New York, il Getty Conservation Institute di Los Angeles, la Yale University Art Gallery, il Museo del Louvre di Parigi, il Zentralinstituts für Kunstgeschichte di Monaco di Baviera, la Galleria Nazionale di Praga, il TAREA-UNSAM di Buenos Aires e l'Hochschule für Bildende Künste Dresden di Dresda.
Fu membro della Commissione Normal: gruppo Beni Storico-Artistici, Dipinti su tela e tavola.
Fece parte della commissione tecnica interministeriale (MiBAC-MIUR) per le attività istruttorie finalizzate all'accreditamento delle istituzioni formative e per la vigilanza sull'insegnamento del restauro.
Ricevette nel 2011 il premio nazionale dedicato a Pasquale Rotondi quale “Salvatore dell'Arte”, promosso dal Comune di Sassocorvaro e riconosciuto ufficialmente dal MIBAC e dalla Presidenza del Consiglio dei ministri con apposita legge.
Dal 20 febbraio 2012 fino al 31 luglio 2022, quando andò in pensione, fu soprintendente dell'Opificio delle pietre dure.
Morì a Prato il 20 aprile 2024 all'età di 68 anni.